# Kommos (Dramatik)
Der Kommos (griechisch; Plural: die Kommoi) stellt im altgriechischen Drama den Klagegesang dar. Als Bestandteil des Epeisodions ist der Kommos der Höhepunkt der Tragödie. Es singt abwechselnd ein Schauspieler und der Chor. Der Wechselgesang handelt meist von Götter- und Heldensagen. Der Schauspieler trägt rational vor und der Chor erwidert darauf emotional mit Jubel oder Furcht.

## Etymologie
Wörtlich bedeutet das altgriechische Wort ὁ κομμός (zum Verb κόπτω) das An-die-Brust-Schlagen als Trauerbezeugung bei der Totenklage (Bion 1, 97). Das Wort wird in der Tragödie zum Beschreiben eines abwechselnd (Schauspieler/Chor) gesungenen Teils verwandt wegen seines gewöhnlich klagenden Inhalts. Im zwölften Kapitel der Poetik (Aristoteles) wird es erklärt als θρῆνος κοινὸς χοροῦ καὶ ἀπὸ σκηνῆς, also als allgemeines Wehklagen vom Chor und von der Skene her.